# 牛埔交流道
牛埔交流道為臺灣台74甲線的交流道，位於臺灣彰化縣彰化市牛埔，指標為1K，於2011年6月4日立體化，可通往彰化市區與芬園。
|         | 南下   | 不適用        | 彰興路    | 彰興路 |
| 1B 牛埔 | 南下   |               | 芬園 彰化 |        |
| 北上    | 不適用 | 彰化市區 芬園 |           |        |

## 外部連結
- 台74線＆台74甲線快官交流道、台74甲線牛埔交流道示意圖 （页面存档备份，存于）（交通部公路總局）